# Cryphia paghmana
Cryphia paghmana là một loài bướm đêm trong họ Noctuidae.